# Jana Smítková
Jana Smítková (* 26. prosince 1942 v Praze) je česká operní pěvkyně, sopranistka.

## Kariéra
Jana Smítková vystudovala Pražskou konzervatoř. Posléze prošla oblastními divadly v Liberci (1967), Brně (1968–1970) a Českých Budějovicích (1970–1973). Poté se přestěhovala do NDR a získala angažmá v Komické opeře a Státní opeře v Berlíně, později v Lipsku a Drážďanech.
Mezi její nejvýznamnější role patřily Káťa Kabanová, Madame Butterfly, Micaela v Carmen a Agáta v opeře (Čarostřelec). Roli Agáty roli zpívala i při slavnostním znovuotevření Semperovy opery v Drážďanech 13. února 1985. V německé opeře Lear Ariberta Reimanna ztvárnila roli Cordelie (režie: Harry Kupfer).